# Dianne Feinstein
Dianne Goldman Berman Feinstein (født 22. juni 1933 i San Francisco, Californien, død 29. september 2023) var en amerikansk politiker, som var demokratisk senator for Californien fra 1992 indtil sin død i 2023. I sin embedsperiode sad hun sammen med den ligeledes demokratiske senator Barbara Boxer og senere Alex Padilla. Feinstein var den første og hidtil eneste, kvinde der har været borgmester i San Francisco og blev den første kvindelige senator fra Californien.

## Politisk karriere
Feinstein blev valgt ind i San Franciscos byråd i 1969. Hun arbejdede dernæst ni år i byrådet og opnåede at blive dets første kvindelige formand. Mens hun sad i rådet, stillede hun to gange op som borgmesterkandidat for byen. Første gang var i 1971, hvor hun tabte til den siddende borgmester Joseph Alioto og senere i 1975, hvor hun tabte marginalt til George Moscone.

### Borgmester i San Francisco
Den 27. november 1978 blev borgmester George Moscone og byrådsmedlem Harvey Milk myrdet af deres politiske rival Dan White. Denne tragiske hændelse blev årsag til, at Feinstein, som byrådets formand, overtog borgmesterposten for resten af valgperioden. I 1979 blev Feinstein valgt på mere ordinær vis som borgmester. Under sin borgmesterperiode truede Feinstein med et forbud mod håndvåben i byen, hvilket fik våbenaktivister til at kræve et særvalg til borgmesterposten. Feinstein vandt dette valg, og håndvåben i byen blev efterfølgende forbudt. I 1984 var der stor medieopmærksomhed omkring Feinstein, fordi mange var af den opfattelse, at den demokratiske præsidentkandidat Walter Mondale ville vælge Feinstein som sin vicepræsidentkandidat. Det gjorde han dog ikke, idet han i stedet valgte en anden kvinde, Geraldine Ferraro.
I 1987 blev Feinstein af magasinet City and State udnævnt til den mest effektive borgmester i USA. 

### Guvernørkampagnen
I 1990 stillede Feinstein op til posten som guvernør i Californien. Hun tabte dog til den republikanske senator Pete Wilson, der forlod sin post i det amerikanske senat for at blive guvernør. I 1992 blev Feinstein idømt en bøde på 190.000 amerikanske dollar, mere end en million kroner, for at have fejlrapporteret sine udgifter under guvernørkampagnen.

### Karriere i det amerikanske senat
At Pete Wilson vandt valget, var dog ikke ubetinget dårligt for Feinstein. Den 3. november 1992 vandt Feinstein nemlig et suppleringsvalg om at overtage Wilsons post i senatet. Samtidig blev Barbara Boxer valgt, men selv om de blev valgt samtidig, blev Feinstein indsat først, og hun blev derfor den første kvindelige senator fra Californien. Feinstein blev genvalgt 1994, 2000, 2006, 2012 og 2018, og både i 2000 og 2006 vandt hun stort over sine republikanske modstandere. En meningsmåling fra december 2007 viste at Feinstein havde opbakning fra 51 % af vælgerne, mens 39 % var mod hende. I 2012 opnåede hun 7,75 millioner stemmer, hvilket er det største antal stemmer nogensinde i et senatsvalg.
Som 87-årig var Feinstein den ældste siddende senator.
I januar 2021 påbegyndte Feinstein papirarbejdet for at blive genvalgt i 2024, hvor hun vil være blevet 91 år.

### Præsidentvalget 2008
Under det demokratiske primærvalg forud for præsidentvalget i 2008 fungerede Dianne Feinstein i første omgang som superdelegeret for Hillary Clintons præsidentkampagne. Da Clinton måtte indse sit nederlag til modkandidaten Barack Obama, valgte Feinstein at pege på ham trods Californiens massive støtte til Clinton. 
Hun var formand for indsættelseskomiteen og var derfor ceremonimester ved indsættelsen af Obama 20. januar 2009.